# Tuluna
Tuluna (en rus: Тулуна) és un poble de la república de Sakhà, a Rússia, que el 2018 tenia 594 habitants, pertany al districte de Borogontsi.